# برناردو لوبيز
برناردو لوبيز (30 يوليو 1993 بكاشكايش في البرتغال - ) هو لاعب كرة قدم برتغالي في مركز الدفاع. لعب مع لوليتيانو وC.S. Marítimo B ‏.

## وصلات خارجية
- برناردو لوبيز على موقع قاعدة بيانات كرة القدم.إي يو (الإنجليزية)
- برناردو لوبيز على موقع ناشيونال فوتبول تيمز (الإنجليزية)
- برناردو لوبيز على موقع Soccerway.com (الإنجليزية)
- برناردو لوبيز على موقع AS.com (الإسبانية)